# Reformierte Kirche (Campen)

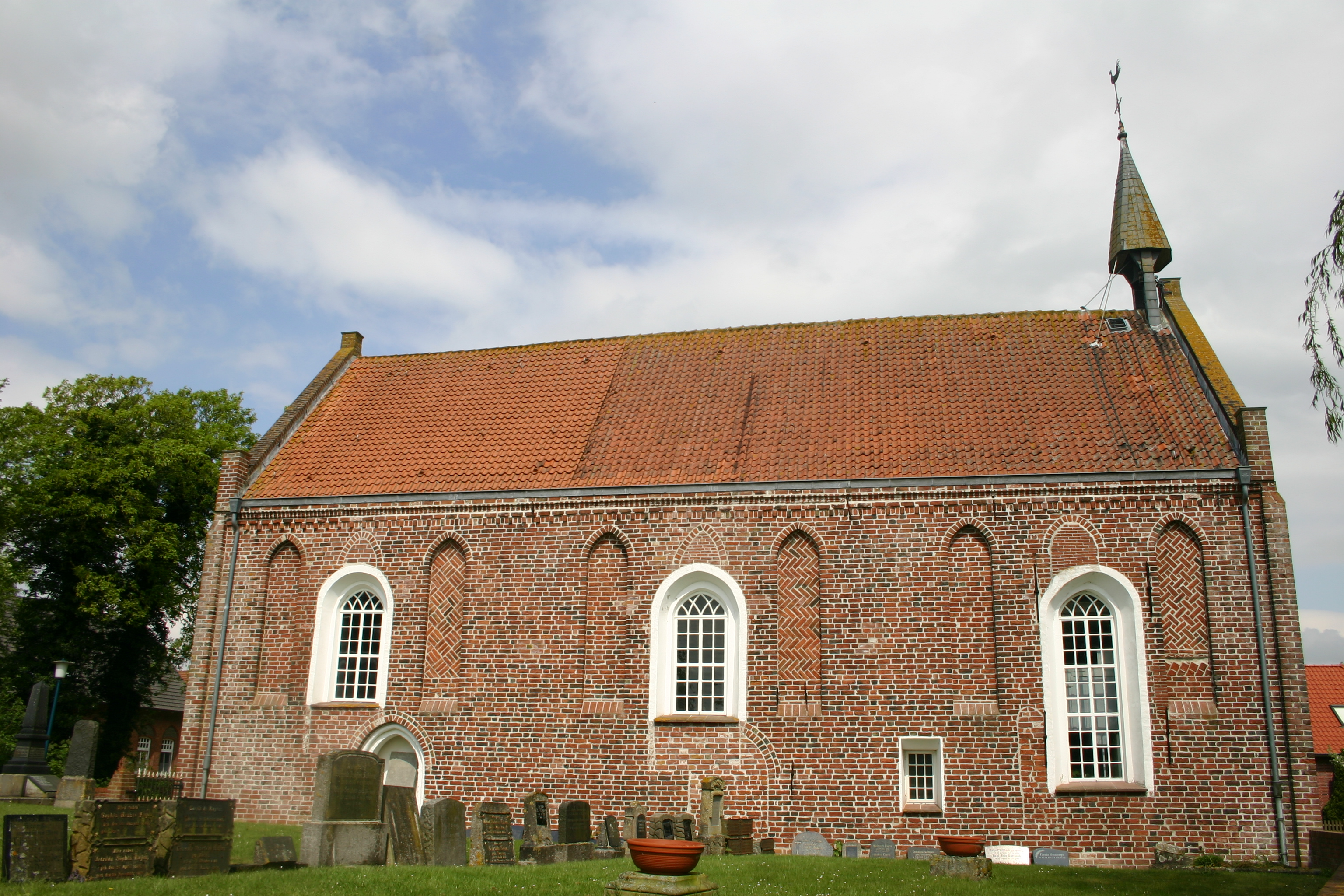
Reformierte Kirche

Die evangelisch-reformierte Campener Kirche liegt im ostfriesischen Campen, in der Krummhörn. Das heutige Gotteshaus geht in seiner Bausubstanz auf das späte 13. Jahrhundert zurück.

## Geschichte
Das Warftendorf Campen wird urkundlich erstmals im 10. Jahrhundert unter dem Namen in Campe maiori erwähnt. Im ausgehenden 13. Jahrhundert errichteten die Bewohner auf dem höchsten Punkt der Warft das heutige Gotteshaus als Einraumkirche. Dies wird auch durch das an der Glocke angebrachte Datum 1295 bestätigt. Unmittelbar nach Beginn der Reformation traten die Einwohner Campens zur reformierten Religion über. Dies führte in der Folgezeit zu Konflikten mit dem lutherischen Grafenhaus. 1564 gelangte das Dorf in den Besitz der lutherischen Prinzessin Katharina, der Tochter des schwedischen Königs und Ehefrau des Grafen Edzard II. Sie stellte einen lutherischen Pfarrer ein, was im Dorf zu großen Protesten führte. Ab 1640 erhielten die Campener Unterstützung aus Emden und einen reformierten Pfarrer. 2024 fusionierten die drei Kirchengemeinden Campen, Hamswehrum und Upleward.

## Architektur

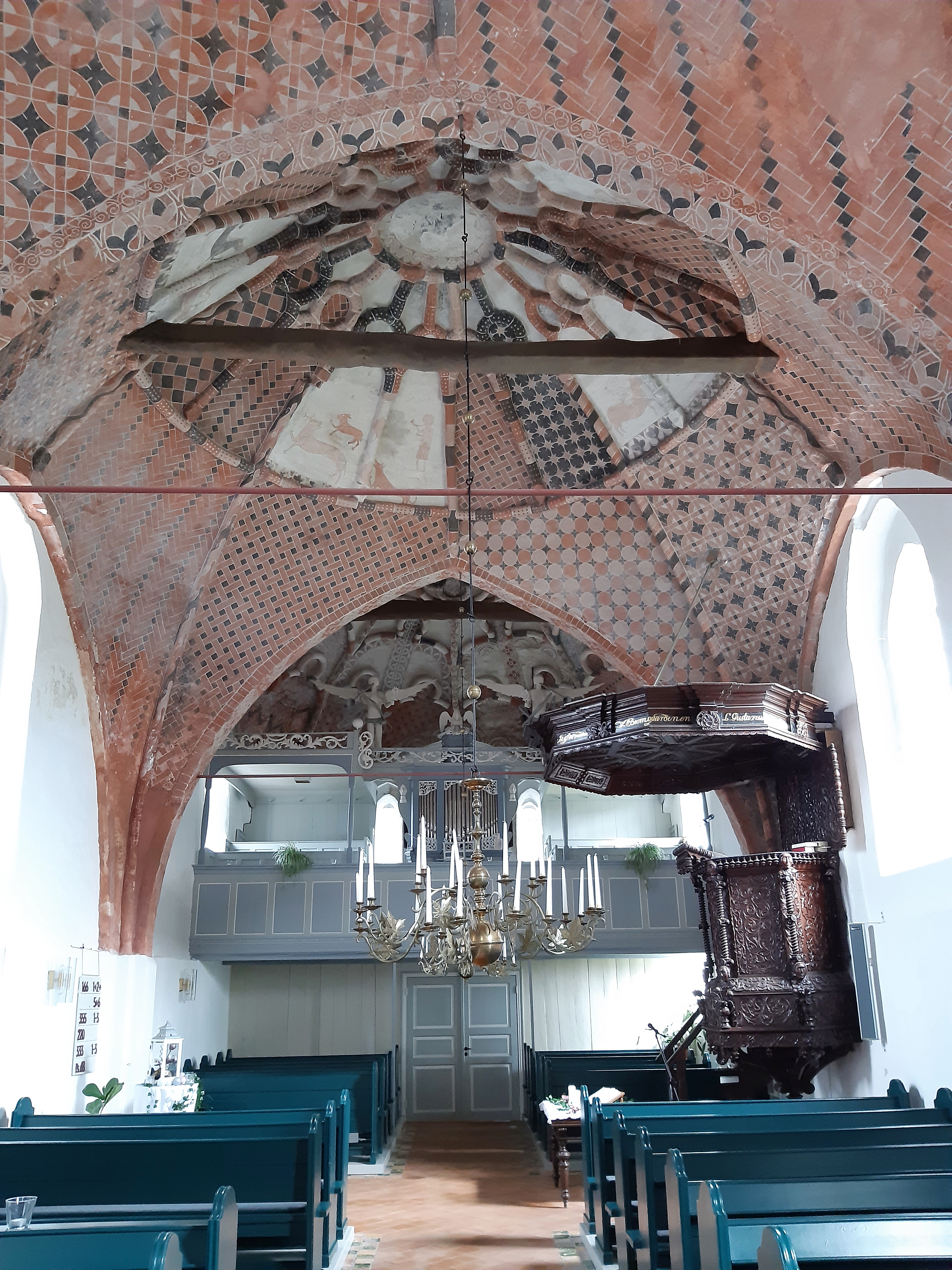
Überwölbtes Kirchenschiff

Die Saalkirche aus Backstein ist in ihrer mittelalterlichen Gestalt weitgehend erhalten geblieben. Sie misst etwa 24 m in der Länge und weist eine Breite von 10 m auf. Die Außenwände sind durch je drei Fenster im Norden und im Süden gegliedert. Die Fenster an der Nordseite sind in ihrer ursprünglichen Gestalt erhalten, während die Fenster in der Südwand wohl um 1500 erweitert worden sind, um mehr Licht ins Innere der Kirche zu lassen. Die gestaffelte Dreifenster-Gruppe in der Ostwand wurde leicht, die Westwand stärker verändert. Die Fenster der Langseiten und der Ostwand werden von Blendnischen verziert. An der Nord- und der Südwand befanden sich die ursprünglichen Portale, die im 16. Jahrhundert vermauert und durch die gotisch gestaltete Tür in der Westwand ersetzt wurden. In der Südwand wurde ein schmales, langes Hagioskop zugunsten eines breiteren, rechteckigen verschlossen, zugemauert ist auch das nördliche Hagioskop. Nordwestlich des Sakralbaus steht der geschlossene Glockenturm, der eine der ältesten Glocken Ostfrieslands aus dem Jahre 1295 beherbergt.

## Ausstattung

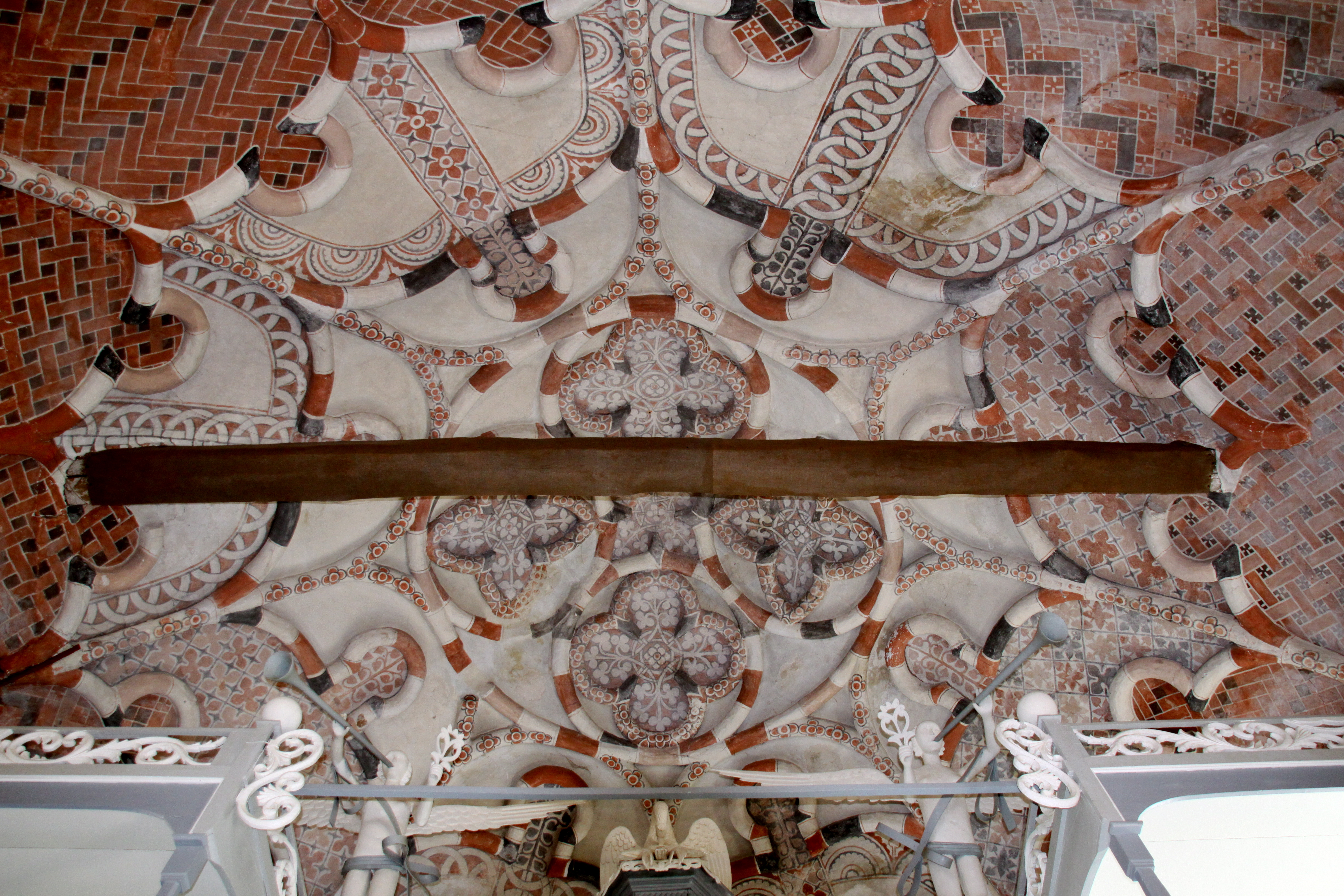
Östliches Joch

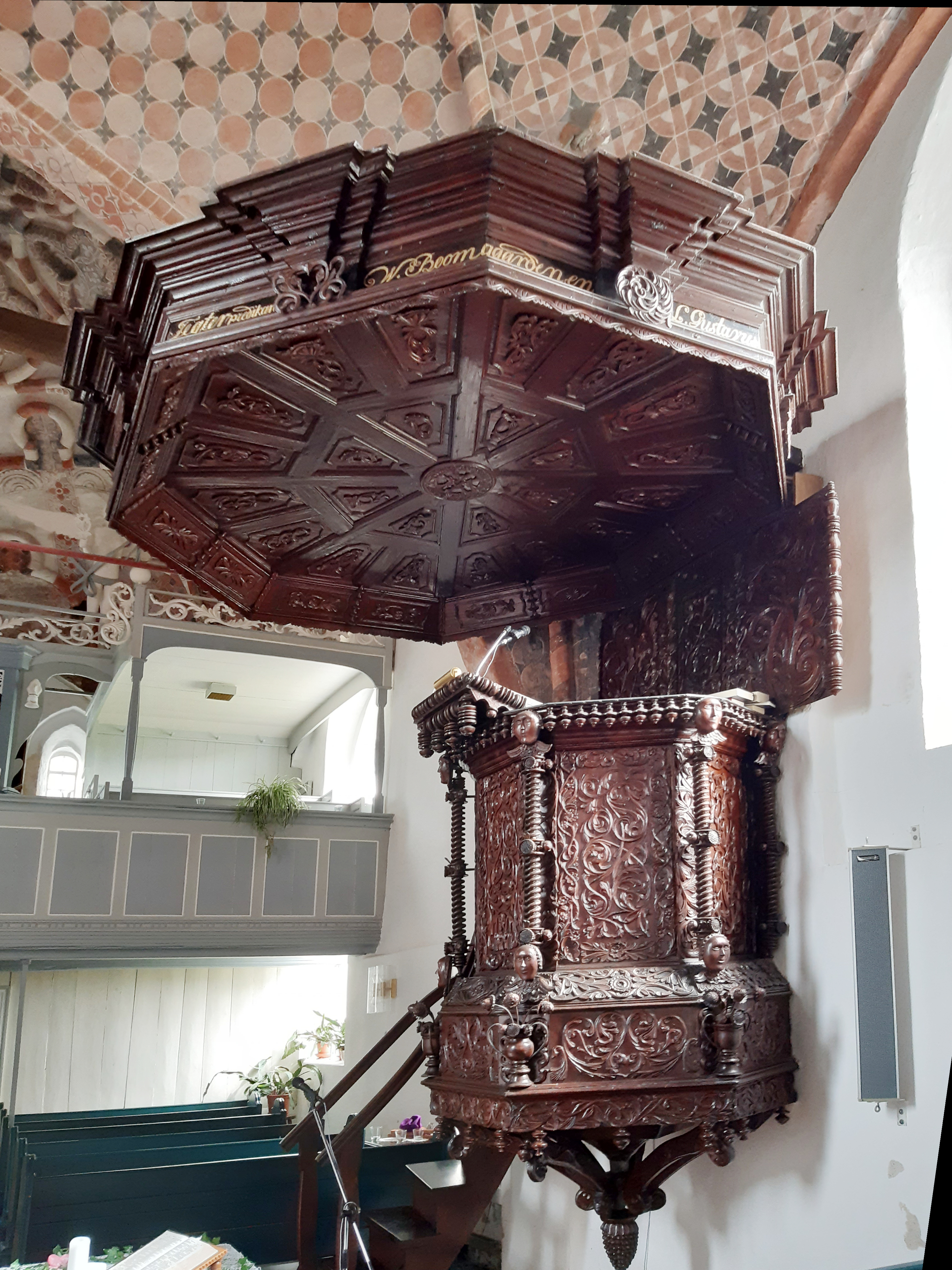
Reich verzierte Kanzel von 1794

Der dreijochige Innenraum zeigt mit Zierrippen unterlegte Domikalgewölbe. Bei einer Restaurierung in den Jahren 1938/1939 wurde die kunstvolle mittelalterliche Malerei zum Teil wieder freigelegt. Das westliche Joch ist achtteilig und wird durch Ziegelmuster in niederländischer Tradition geprägt. Das mittlere Joch ist mit Maßwerk reicher gestaltet, indem die acht Kappen von einem großen Ring durchbrochen werden, dessen 16 Felder in Nonnenköpfen enden, die strahlenförmig mit dem kleinen Innenkreis verbunden sind. Je zwei Felder mit Ziegelmuster wechseln mit zwei weißen Feldern. Auf den weißen Flächen sind vier Jagdszenen der mittelalterlichen Ikonographie zu sehen, die 1939 farblich aufgefrischt wurden: Jäger mit Horn zu Fuß oder auf dem Pferd verfolgen mit ihren Hunden einen Hirsch, was symbolhaft den Kampf zwischen Gut und Böse dargestellt. Das östliche Joch ist am reichsten mit Ziermaßwerk ausgestattet. Zwei große Ringe mit Kleeblattbögen sind um den zentralen Kreis gelagert, der vier kleine Kreise mit Vierpässen umschließt.
Die holzsichtige Kanzel aus dunklem Naturholz wurde im 1794 gebaut und hat einen wuchtigen achtseitigen Schalldeckel. Der Kanzelkorb ist mit Rankenwerk überreich geschmückt. Gedrehte Freisäulen begrenzen die Kanzelfelder.

## Orgel

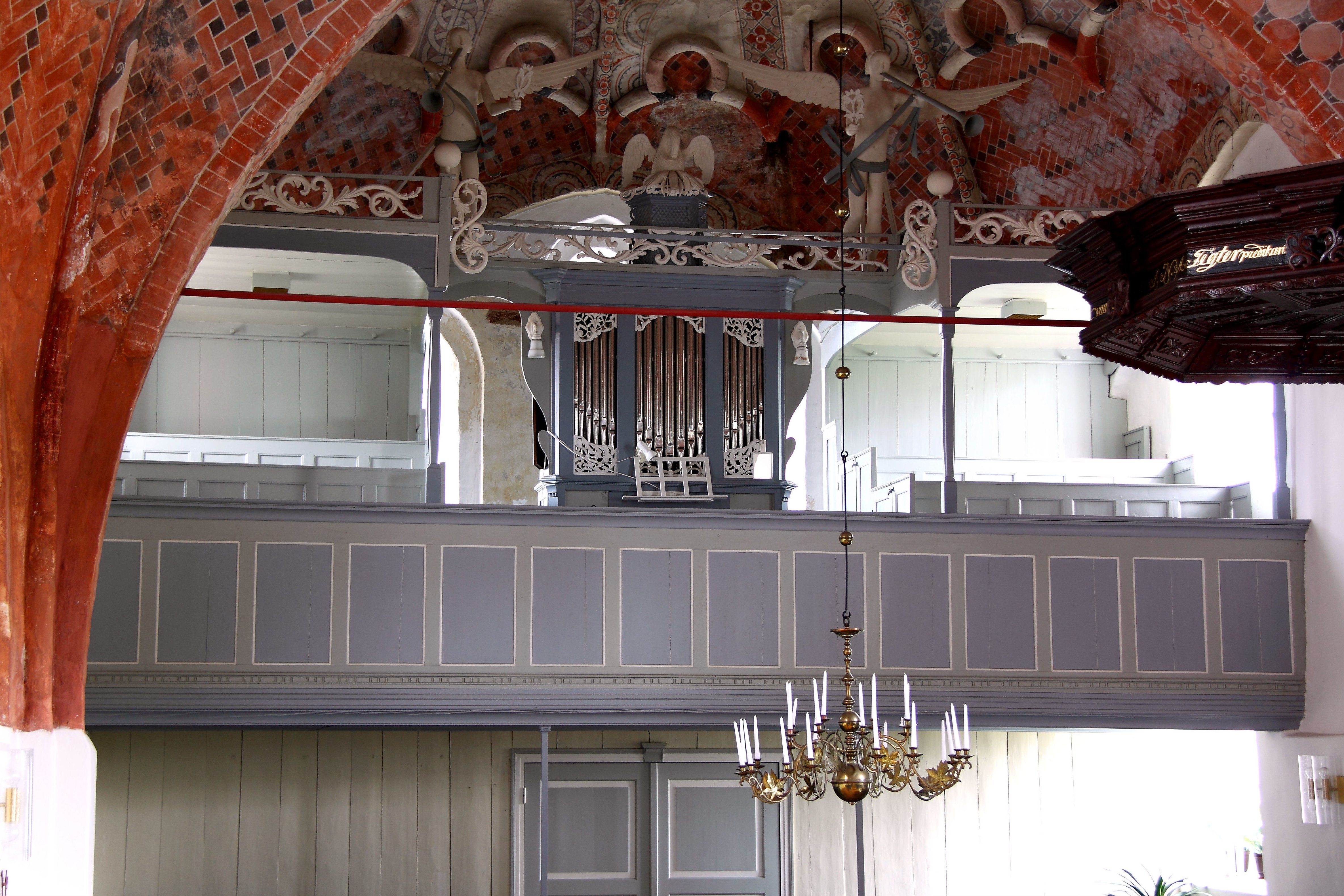
Blick zur Orgel

Die Orgel geht auf das Jahr 1835 zurück. Der Orgelbauer, der Material aus einer älteren Orgel aus dem 18. Jahrhundert (vermutlich einer Hausorgel) verwendete, ist unbekannt. Die Brüstungsorgel ist zwischen zwei Priechen auf der Ostempore errichtet, die den Chor fast vollständig verdeckt. Das einmanualige Instrument mit angehängtem Pedal verfügt über sieben Register und wurde im Jahr 1997 durch Bartelt Immer restauriert. Die Disposition lautet wie folgt:
| I Manual C–f3 |    |     |
| Principal     | 8′ |     |
| Gedackt       | 8′ |     |
| Principal     | 4′ | alt |
| Flöte         | 4′ | alt |
| Octave        | 2′ | alt |
| Zimbel        |    |     |
| Krummhorn     | 8′ |     |

| Pedal C–g0 |
| angehängt  |